# August Kuhn
August Kuhn (* 11. Januar 1886 in Marlach; † 24. Dezember 1964 in Mannheim) war ein deutscher Politiker.

## Leben
Nach der Volksschule absolvierte Kuhn eine Lehre als Müller und belegte anschließend Kurse an einer Gewerbeschule und der Hochschule Hohenheim. 1907 wurde er Bezirksleiter des Zentralverbands Christlicher Fabrik- und Transportarbeiter und 1912 Gauleiter in Mannheim. Ab 1919 war er für das Zentrum Mitglied des Mannheimer Bürgerausschusses und ab 1927 des Stadtrats. 1928 wurde Kuhn stellvertretender Leiter des Arbeitsamts in Mannheim und Abgeordneter im badischen Landtag. 1933 von den Nationalsozialisten kurzzeitig entlassen, wurde er mehrfach versetzt und degradiert, letztlich zum Sachbearbeiter im Arbeitsamt in Rastatt. Am 27. Januar 1940 beantragte er die Aufnahme in die NSDAP und wurde zum 1. April desselben Jahres aufgenommen (Mitgliedsnummer 8.369.959). Er hatte Kontakt zu Carl Friedrich Goerdeler und Jakob Kaiser und wurde nach dem Attentat vom 20. Juli 1944 verhaftet.

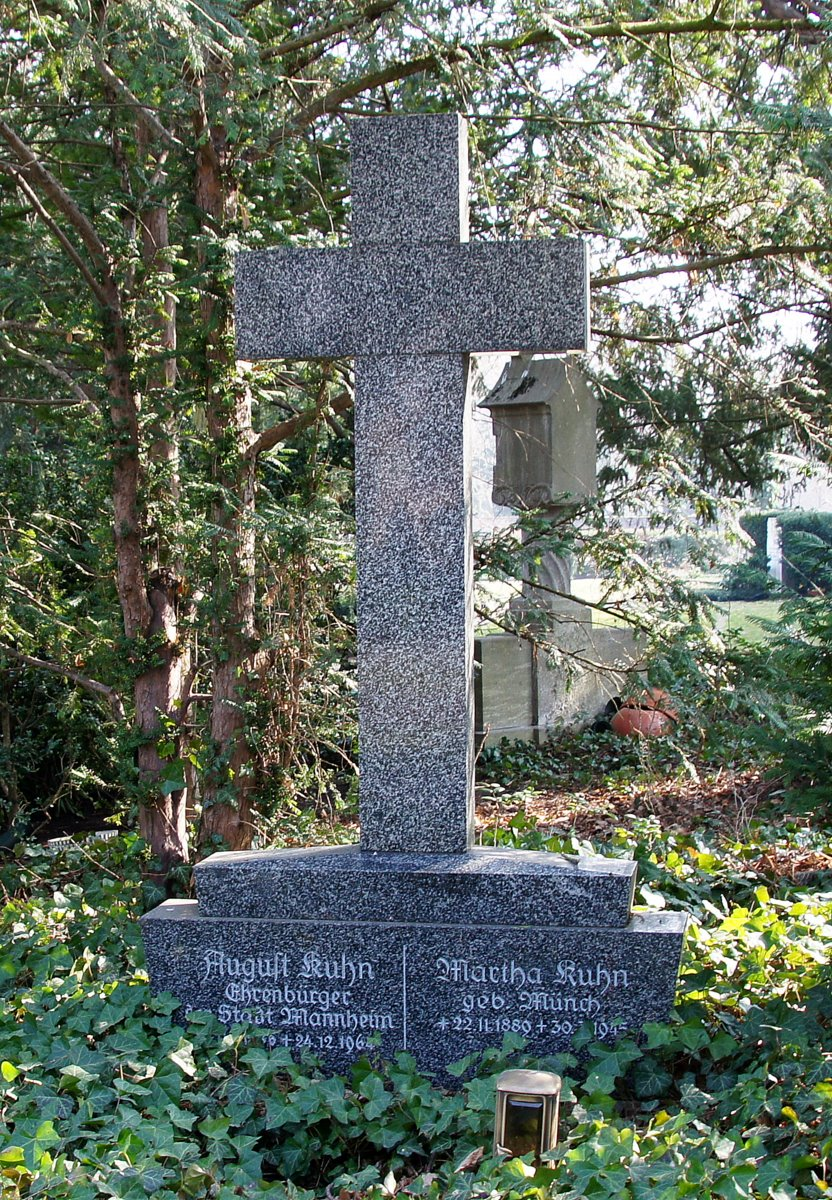
Kuhns Grab in Mannheim

Nach dem Ende des Zweiten Weltkriegs 1945 wurde Kuhn Leiter des Mannheimer Arbeitsamts, gehörte zu den Mitbegründern der CDP, dem Vorläufer der CDU, und war bis 1959 Fraktionsvorsitzender im Gemeinderat. Als Abgeordneter vertrat er Mannheim von 1946 bis 1952 im Landtag von Württemberg-Baden und von 1952 bis 1956 im ersten Landtag von Baden-Württemberg.
Er war verheiratet mit Martha Münch (1889–1945). Sein Grab auf dem Hauptfriedhof Mannheim ist ein Kreuz auf sarkophagähnlichem Sockel aus Odenwälder Granit.
1952 erhielt Kuhn das Verdienstkreuz und 1956 das Große Verdienstkreuz der Bundesrepublik Deutschland sowie 1956 die Schillerplakette der Stadt Mannheim. 1964 wurde er Ehrenbürger von Mannheim. Nach seinem Tod benannte die Stadt eine Straße und ein Kinderhaus nach ihm.